# Calatepec, Cuetzalan del Progreso
Calatepec är en ort i Mexiko.   Den ligger i kommunen Cuetzalan del Progreso och delstaten Puebla, i den sydöstra delen av landet, 180 km öster om huvudstaden Mexico City. Calatepec ligger 862 meter över havet och antalet invånare är 159.
Terrängen runt Calatepec är bergig, och sluttar norrut. Runt Calatepec är det ganska tätbefolkat, med 179 invånare per kvadratkilometer. Närmaste större samhälle är Olintla, 19,6 km väster om Calatepec. I omgivningarna runt Calatepec växer i huvudsak städsegrön lövskog.